# Viktor Keirou
Viktor Djonovitch Keirou (en cyrillique Виктор Джонович Кейру) est un basketteur russe né le 31 janvier 1984 à Rostov-sur-le-Don.

## Biographie
Viktor Keirou est né d'un père Sierra-Léonais et d'une mère ukrainienne. Sa sœur Katerina Keiru est internationale des moins de 21 ans de basket-ball avec la sélection russe. Son frère, Olah Keiru est acteur.

## Club
- 2003-2005 :  UNICS Kazan
- 2005-2006 :  Dynamo Saint-Pétersbourg
- 2006-2007 :  Spartak Primorje
- 2007-2008 :  UNICS Kazan
- 2008-2010 :  CSKA Moscou
- 2010- :  MBK Dynamo Moscou